# 시네클럽

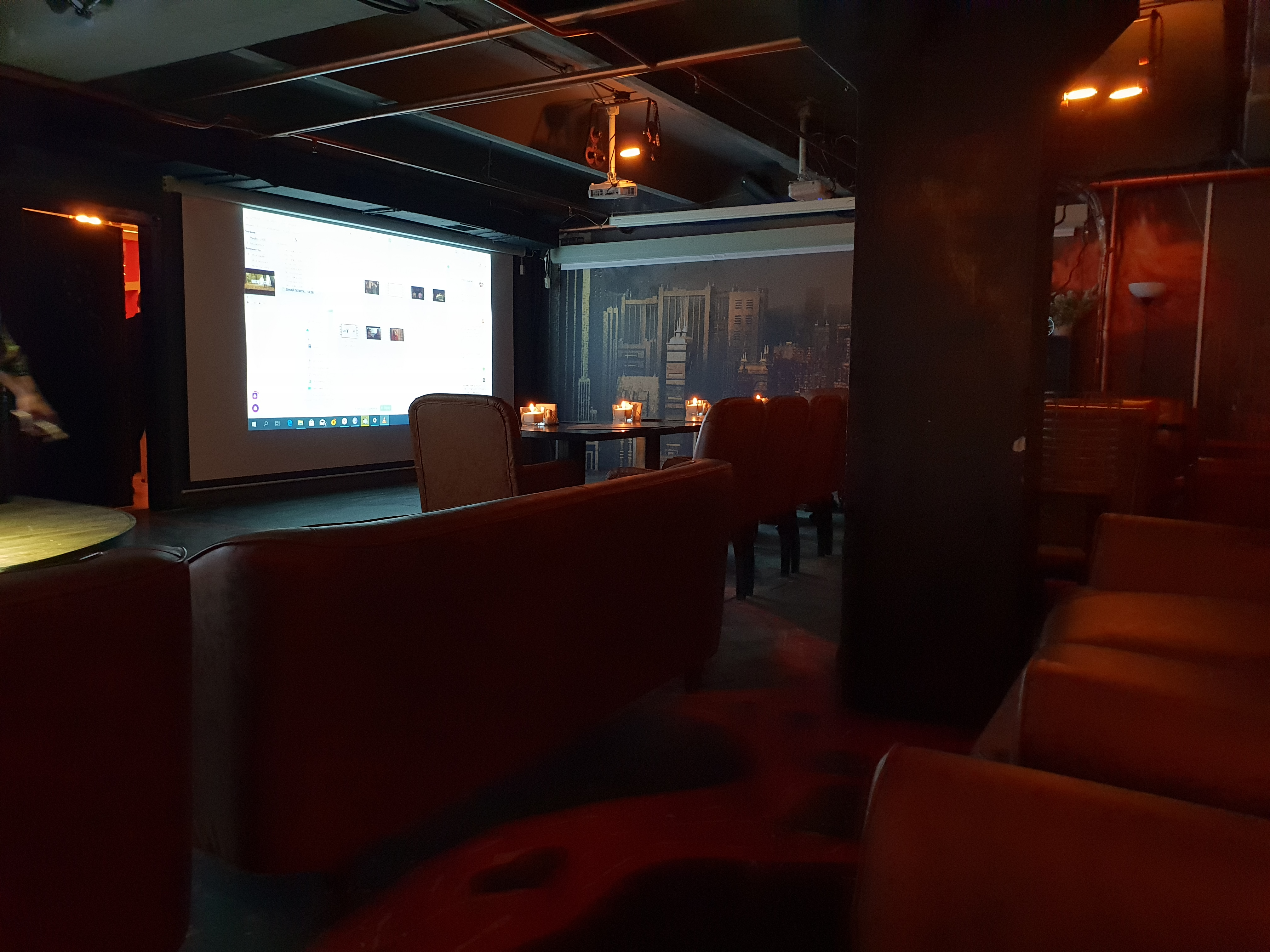

시네클럽(프랑스어: ciné-club 시네클뢰브[*])은 영화인들과 영화 애호가들이 모여 만든 동우회를 일컫는 말로, 1920년대 프랑스의 시네클럽 운동(프랑스어: ciné-clubisme 시네클뢰비슴[*])에 그 기원을 둔다. 시네클럽에서는 상영하는 영화와 주제에 따라 취향이 비슷한 회원들이 모여 영화를 감상하고 그에 대해 토론하며 영화 기법이나 역사에 대한 이해를 높인다.

## 이름
영어권에서는 필름 소사이어티(영어: film society)라는 말이 쓰이는데, "영화협회"로 번역되기도 한다. 게르만어권에서는 주로 필름클럽(독일어: Filmklub 필름클루프[*], 노르웨이어: filmklubb 필름클루브[*])이라는 용어를, 로망스어권에서는 주로 시네클럽(프랑스어: ciné-club 시네클뢰브[*], 스페인어: cineclub 시네클루브[*], 포르투갈어: cineclube 시네클루브(유럽)/시네클루비(브라질)[*])이라는 용어를 사용한다.

## 역사
시네클럽이라는 낱말은 1907년 4월에 에드몽 브누아레비가 파리 몽마르트르 대로 5번지에 세운 〈Ciné-Club〉의 이름에 처음 등장하는데, 당시에 존재하던 모든 영화 작품과 관련 문서를 비치하고 보존하는 것이 이 기관의 목적이었으며, 상영관도 있었다. 현대적 의미의 시네클럽들은 제1차 세계 대전이 끝난 1920년대에 처음 생겨났는데, 1921년부터 파리에 살던 이탈리아 영화 이론가 리초토 카누도와, 영화 감독이자 비평가인 루이 델뤼크 등이 시네클럽 운동을 펼쳤다.